# 279B busz (Budapest)
A budapesti 279B jelzésű autóbusz Lakihegy, Cseresznyés utca és Szigetszentmiklós, Szabadság utca között közlekedik. A viszonylatot a MÁV Személyszállítási Zrt. üzemelteti.

## Története
A járat 2019. július 1-jén indult el a megszűnő 677-es busz helyett. 2023. december 11-én Leshegy és Szigetszentmiklós közötti útvonala módosult, a Csepeli út helyett a Fövénykúti úton és a Petőfi Sándor utcán át közlekedik, a közbeeső megállóhelyeket is érintve.

## Útvonala
| Lakihegy, Cseresznyés utca → Auchan Sziget áruház → Leshegy Ipari Park → Szigetszentmiklós, Teleki utca → Szigetszentmiklós, Szabadság utca | Lakihegy, Cseresznyés utca → Auchan Sziget áruház → Leshegy Ipari Park → Szigetszentmiklós, Teleki utca → Szigetszentmiklós, Szabadság utca |
| --- | --- |
| Lakihegy, Cseresznyés utca vá. – II. Rákóczi Ferenc út – Áruházi bekötőút – Auchan Sziget áruház vá. – Áruházi bekötőút – II. Rákóczi Ferenc út – Szigetszentmiklós, új átkötő út – Leshegy utca – Fövénykúti út – 5102-es mellékút – Petőfi Sándor utca – Kossuth Lajos utca – Rákóczi utca – Dunaharszti utca – Béke utca – Teleki utca – Dunaharaszti utca – Dr. Lengyel Lajos utca – Árpád utca – Tököli út – Ifjúság útja – Gyári út – Bajcsy-Zsilinszky utca – Tököli út – Szebeni utca, forduló – Tököli út – Dobó István utca – Ősz utca – Széchenyi utca – Petőfi Sándor utca – Szigetszentmiklós, Szabadság utca vá. | |

## Megállóhelyei
Az átszállási kapcsolatok között a javarészt azonos útvonalon közlekedő 279-es, valamint az ellenkező irányban közlekedő 280-as és 280B busz nincs feltüntetve.
| 0  | ∫  | Lakihegy, Cseresznyés utca induló végállomás     |                                                               |
| 0  | ∫  | Lakihegy, Cseresznyés utca                       | 38, 38A, 238 689, 690                                         |
| 1  | ∫  | Lacházi fogadó                                   | 38, 38A, 238 690                                              |
| 2  | ∫  | Gát utca                                         | 38, 38A, 238 689, 690                                         |
| 3  | ∫  | Áruházi bekötőút                                 | 38, 38A, 138, 238 688, 690, 691                               |
| 5  | 0  | Auchan Sziget áruház vonalközi induló végállomás | 38, 38A, 138, 238 690                                         |
| 7  | 2  | Hárosi Csárda                                    | 38, 38A, 138, 238, 278 690                                    |
| 10 | 5  | Leshegy utca                                     | 278 691                                                       |
| 12 | 7  | Leshegy Ipari Park                               | 278 673, 691                                                  |
| 16 | 11 | Massányi úti lakópark                            | 38, 238, 278                                                  |
| 17 | 12 | Szigetszentmiklós, Szabadság utca                | 38, 238, 278 689, 691                                         |
| 18 | 13 | Kölcsey Ferenc utca                              | 38, 238                                                       |
| 19 | 14 | Lehel utca                                       | 38, 238                                                       |
| 21 | 16 | Szigetszentmiklós, városháza                     | 38, 238 672, 673, 674, 675, 676, 678, 682, 683, 684, 689, 691 |
| 22 | 17 | Rákóczi utca                                     |                                                               |
| 23 | 18 | Föveny utca                                      | 678                                                           |
| 24 | 19 | Béke utca                                        |                                                               |
| 25 | 20 | Teleki utca                                      |                                                               |
| 26 | 21 | Sport utca                                       |                                                               |
| 27 | 22 | Dunaharaszti utca                                |                                                               |
| 28 | 23 | Sport Vendéglő                                   |                                                               |
| 30 | 25 | Városi Könyvtár                                  | 38 672, 673, 674, 682, 683, 684                               |
| 31 | 26 | Miklós Pláza                                     | 38 672, 673, 674                                              |
| 33 | 28 | József Attila utca                               | 38, 238 672, 673, 674, 675, 676, 689, 691                     |
| 34 | 29 | Váci Mihály utca (József Attila-telep H)         | 38, 238 682, 683, 684                                         |
| 35 | 30 | Jókai utca                                       | 38, 238 682, 683, 684                                         |
| 37 | 32 | Akácfa körút                                     | 38, 238                                                       |
| 38 | 33 | Tamási Áron utca                                 | 38, 238                                                       |
| 39 | 34 | Miklós tér                                       | 38, 238                                                       |
| 41 | 36 | Szebeni utca                                     | 38, 238 682, 683                                              |
| 43 | 38 | Nap utca (óvoda)                                 | 38, 238                                                       |
| 44 | 39 | Ősz utca                                         | 38, 238                                                       |
| 45 | 40 | Ady Endre utca                                   | 38, 238                                                       |
| 47 | 42 | Szigetszentmiklós, Szabadság utca végállomás     | 38, 238, 278 689, 691                                         |